# 熊本県医師信用組合
熊本県医師信用組合（くまもとけんいししんようくみあい）は、熊本県熊本市に本店を置く信用組合。
1959年12月設立。熊本県内の医師や医療機関を対象とした職域の信用組合である。